# Китњасти паук-мајмун
Китњасти паук-мајмун (Ateles geoffroyi ornatus) је подврста црноруког паук-мајмуна, врсте примата (Primates) из породице пауколиких мајмуна (Atelidae).

## Распрострањење
Присутна је у следећим државама: Костарика, Панама и Никарагва.

## Угроженост
Ова подврста се сматра угроженом.